# Fritz Schoultz von Ascheraden
Fritz Kurt Freiherr Schoultz von Ascheraden (* 2. Januar 1882 in Borchersdorf, Ostpreußen; † 13. Februar 1960 in Uslar) war ein deutscher Verwaltungsjurist.

## Leben
Fritz Schoultz von Ascheraden studierte an der Georg-August-Universität Göttingen Rechtswissenschaft. 1901 wurde er im Corps Saxonia Göttingen recipiert. Nach Abschluss des Studiums und dem Referendariat in Danzig bestand er 1910 das zweite Staatsexamen. Er trat in den preußischen Staatsdienst. Als Reserveoffizier im Garde-Schützen-Bataillon nahm er am Ersten Weltkrieg teil, zuletzt als Hauptmann der Reserve. Von 1919 bis 1920 war Schoultz von Ascheraden Landrat des Kreises Stallupönen. Zunächst zur Disposition gestellt wurde er Regierungsrat bei der Regierung in Wiesbaden. Von 1922 bis 1933 war er Pächter des Ritterguts Braxeinwalde bei Tharau in Ostpreußen. Er kehrte anschließend in den Staatsdienst zurück und wurde Regierungsrat, Oberregierungsrat und Regierungsdirektor bei der Regierung in Gumbinnen. Nach dem Zweiten Weltkrieg lebte er in Uslar und Hildesheim in Niedersachsen.  

## Herkunft und Familie
Fritz Kurt stammte aus dem preußischen Familienzweig des schwedisch-baltischen Adelsgeschlechts Schoultz von Ascheraden. Sein Vater war Wilhelm Alexander Konstantin Schoultz von Ascheraden (* 1840 in Wischwill, † 1914 in Berlin), Herr auf Hermenhagen im Landkreis Bartenstein (Ostpr.), der mit Elise Steffens (* 1848 in Scharschau; † 1917 in Königsberg i. Pr.) verheiratet war. Fritz Kurt war seit 1911 mit Hannah Hegenscheidt (* 21. März 1892 in Ratibor) verheiratet. Ihre Kinder waren:
- Gabriella Matilda Elisa Anna * 20. Januar 1913 in Gleiwitz
- Wilhelm Walter * 15. August 1915 in Breslau
- Albrecht Gottfried Otto * 8. Januar 1918 in Gleiwitz
- Konstanze Hildegard Elisabet Gertrud * 18. März 1920 in Königsberg